# Korake ti znam
Korake ti znam är en musiksingel från den bosniska sångerskan Maya Sar. Låten är skriven av Maya Sar själv tillsammans med Mahir Sarihodzic och Adriano Pennino. Singeln släpptes den 23 mars 2012. Den 8 maj 2012 släpptes även en italiensk version av låten med titeln "I passi che fai", samt en engelsk version av låten med titeln "The Steps I Know".
Låten representerade Bosnien och Hercegovina vid Eurovision Song Contest 2012 i Baku i Azerbajdzjan.  Maya Sar framförde låten i den andra semifinalen den 24 mars och lyckades ta sig vidare till finalen som hölls den 26 maj. Där hamnade bidraget på 18:e plats och fick 55 poäng.

## Versioner
1. "Korake ti znam" – 3:01[7]
2. "Korake ti znam" (karaokeversion) – 3:01[8]
3. "The Steps I Know" – 3:01
4. "I passi che fai" – 3:01